# Pointe Louis-XIV
La pointe Louis-XIV (en inuktitut : Tikirarruaq) est un cap à la confluence de la baie d'Hudson et de la baie James. Ce point isolé se trouve à une centaine de kilomètres au nord du village de Chisasibi.

## Histoire
À partir du XVIIe siècle, les Britanniques désigne l'endroit « Cape Jones ». Le cap est renommé le 5 décembre 1968 en l'honneur du roi Louis XIV, dont les expéditions des baies par Pierre Le Moyne d'Iberville furent conduites sous son égide.
De 1957 à 1965, un relais de communication (site 410 de la ligne Mid-Canada) y a fonctionné avant d'être abandonné.

## Géographie
Le cap Louis-XIV s'élève à seulement quelques mètres de hauteur.
Il représente le point sud de l'arc Nastapoka.